# 英雄クロニクル
『英雄クロニクル』（えいゆうクロニクル）は株式会社サクセスが開発・運営しているオンラインゲーム。
略称は「英クロ」または「AUC」とされている。2010年12月に社内でプロジェクト化、2011年7月28日からmixiにてクローズドベータテストを実施の後、2011年9月29日から正式にサービスが開始された。サーバーが3箇所可動しており、Sunshineサーバー(公式・hange・myGAMECITY)、Moonlightサーバー(公式・mixiゲーム・ニコニコ※サービス終了)、Nightfallサーバー(DLsite)が存在する。

## 概要
本作は自分が創造したオリジナルのキャラクターで戦う2Dマップのターン制シミュレーションゲーム。特徴はアイコンなどの画像を自作または自ら権利を行使出来る他作のイラストを利用し、自作の設定文と併せて自分の分身となるオリジナルのキャラクターをゲームシステムに組み込める点である。ゲーム部分の他、専用の掲示板機能が存在し、他のプレイヤーとオリジナルのキャラクターになりきった交流も可能となっている。

## 物語・世界観
戦乱が続くブリアティルト大陸の中心に《黄金の門》と呼ばれる異世界からの入口が存在し、プレイヤーもそこからブリアティルト大陸へとやってくる所から物語が始まる。この世界には生い立ち・風土の異なるセフィド神聖王国・ヴァルトリエ帝国・イズレーン皇国・マッカ連邦王国・オーラム共和王国が存在し、勢力争いが繰り返されており、プレイヤーは5つの国のいずれかの陣営に傭兵という形で所属、功績を上げながら頂点の階級である英雄を目指して活動する。

## システム

### ゲームの背景
ゲームはリアルタイムの3ヶ月、ゲーム内の3年間を1シーズン(一期)とし、ゲーム内における刻碑歴997年から1000年までの歴史を繰り返す。勢力は各プレイヤーの功績で変動し、ストーリーおよびクエスト内容も変動するため、シーズンごとに全く異なる結末になる場合もある。

### ゲームシステム
ゲーム自体は16×16マスの2Dマップに配置された最大10人で編成された部隊のユニットを動かして敵ユニットを全滅させるシミュレーション。ゲーム部分は「遠征」と呼ばれる。成績はマップに設定された難易度(部隊力)の他、全員生存、ターン数経過などが基準で、これを元に功績ポイント・陣営ポイント・報酬・経験値が付与される。部隊にはコストが定義されており、最大10人であると同時にコスト1000が上限。

### キャラメイク
このゲームには職業などの明確な基準が存在しない。最初の段階から複数の特殊能力・スキルを取得可能になっており、イラストを使用したオリジナルのキャラクターを作る機能とともに、自由つまりプレイヤーの裁量に任されている。本体にはスキルと特殊能力をそれぞれ10個まで取得可能だが、特殊能力は取得するほどコストが上がり、スキルは本体の枠だけでは足りない仕様になっている。部隊コストの制限から通常はコスト100前後が理想だが、アタッカーはコストが高く、サポーターはコストが低くなる傾向にある。

### 装備
装備は主武装・副武装・防具・道具の4種類に分かれている。各装備のうち武器は剣などの物理攻撃と攻撃の指輪などの魔法攻撃に分かれているが、いずれであってもあくまで基礎的な命中・威力・範囲などが異なるシステム上のシンボルで、名称を変更する機能によってプレイヤーが任意で実際は斧でも剣であると主張するのが一般的。また、各装備にはスキルと特殊能力を付ける要素枠が3箇所(道具のみスキル限定で最大2箇所)存在しており、本体で取得しきれないスキルと特殊能力を要素アイテムとして入手し、キャラクターの持つ装備に合成して強化をする事が柱となっている。課金要素は複数設定されているが、基本的にリアルマネーを要するのはこの装備の強化である。

### 部隊
プレイヤーが作ったキャラの集団が部隊であり、自分自身でもある。自作のキャラがリーダーだが、チームメンバーは自作のサブキャラクターの他、デフォルトの味方NPC、さらには他のプレイヤーが作ったキャラクターを傭兵として雇用出来る。一般的なゲームにおいて強力なユニットや魅力的なキャラクターには対価が必要だが、このゲームでは他のプレイヤーのキャラクターを使うのにゲーム内通貨だけでリアルマネーは必要ない。

### 階級
傭兵として功績を上げる事で段々とゲーム内における階級が上がっていく。階級の中で頂点の英雄になった場合、シーズン中盤の中盤戦と終盤の英雄戦で功績順に選出された代表メンバーを率いて遠征を行う役目がある。

## 主なイベント
通常のクエスト以外に期間限定でイベントが実施される場合がある。

### 《黄昏の邂戦》(ケイオス・エンカウント)
毎年10月に開催されるサーバー間交流戦。通常は別となっているSunshineサーバーとMoonlightサーバーの部隊がランダムで遭遇する。ランキング報酬はイラストレーターによるキャライラスト。なお、レーティングの都合でNightfallサーバーでは実施されない。

### イラストコンテスト
ゲーム開始画面で使用するTOP絵部門、モブのNPCの顔を募集するサブNPC部門、ゲーム内で各NPC行動時に表示させるカットイン部門をプレイヤーから投稿を募るイベント。毎年8月末から開催。

### 専門学校イラストコンテスト
新規NPCのイラストを協賛校の生徒に描いてもらうコンペ。現在は『バースセイバー』との共催になっている。毎年8月中旬から開催。

### 理想のボイスは自分で選べ！
当初はゲームにキャラクターボイスが存在しなかったが、設定・イラストだけでなく好きな声優に自作のセリフを付けてもらう事でオリジナルのキャラクターを極めようという趣旨で始まった。近年の開催はおおよそ12月からの冬のシーズンに開催。ランキング報酬は各サーバーごとに1位は好きな声優にオファーを出す自由指名権、2位および抽選当選者は協力事務所のリストから選択出来る限定指名権。
- 第一回自由指名権声優(2018年実装)[2] マヨイゴ 中原麻衣 堀江由衣
- 第二回自由指名権声優(2019年実装)[3] 桑島法子 中田譲治 今谷皆美
- 第三回自由指名権声優(2021年実装)[4] 豊崎愛生 能登麻美子 子安武人
- 第四回自由指名権声優(2022年実装)[5] 花守ゆみり 洲崎綾 子安武人
- 第五回自由指名権声優(2023年実装)[6] 渕上舞 仲野裕 子安武人
- 第六回自由指名権声優(2024年実装)[7] 楠木ともり 佐藤利奈